# Piazza Rosetti (Bucarest)
Piazza Rosetti (in romeno Piața Rosetti) è una piazza a pianta ovale sita a Bucarest, nel Settore 2. Edificata nel 1895, è posta all'incrocio tra Viale Carol, Strada Vasile Lascăr, Strada Dianai e Strada R. Cristian. 

## Nome
La piazza deve il suo nome a Constantin Alexandru Rosetti (1816-1885), scrittore e politico nonché sindaco di Bucarest, che partecipò ai moti della rivoluzione rumena del 1848.

## Monumento
Al centro della piazza sorge una piccola statua dedicata a Constantin Alexandru Rosetti, ad opera dello scultore Wladimir Hegel. Il monumento, un bronzo fuso nel 1902 presso la Scuola di arti e mestieri di Bucarest, fu inaugurato il 20 aprile 1903 e immortala il Rosetti seduto su di una poltrona, in atteggiamento di meditazione. Gli edifici circostanti, più recenti rispetto alla statua, risalgono al periodo 1915-1935.